# Krestovski otok
Krestovski otok (rusko: Крестовский остров) je 3,4 km² velik otok v Sankt Peterburgu v Rusiji, med več pritoki reke Neve: Srednja Nevka, Mala Nevka in Krestovka. Otok služi kot postaja metroja Krestovsky Ostrov. Do nedavnega je zahodni del otoka zasedal Park pomorske zmage, kjer so leta 1994 potekale mednarodne športne in atletske igre dobre volje, kar je bil prvi obsežni mednarodni dogodek po Sovjetski zvezi v Rusiji. Nov stadion, Gazprom Arena je na otoku, kjer je bil stadion Kirov. Stadion služi kot dom za FC Zenit Saint Petersburg.
Medtem v vzhodnem delu tega čudovitega otoka od začetka 1900 dalje poteka počasna, a vztrajna urbanizacija, ki je počasi spremenila naravo parkov. V zadnjem času je še večji pritisk današnje 'nomenklature', da bi tu našli lokacije vrhunskih stanovanjskih projektov in visoko prestižnih domov - dolgoletna težnja, ki se nadaljuje tudi danes, saj je bil zgodovinski otok vedno v lasti družin, ki so bile blizu in favoriti carjev in ki so jim dobro služili.

## Geografska lokacija
Krestovski otok na severu meji na reko Srednja Nevka, na jugu z reko Mala Nevka, na severovzhodu pa na reko Krestovka. Zahodna obala otoka gleda na Finski zaliv. Z otoki Petrograd, Petrovski, Elagin in Kamenni je Krestovsky otok povezan s sistemom mostov.
Na severozahodu Krestovskega otoka je Bikov otok ločen z Veslaškim kanalom.

## Zgodovina
Zgodovina Krestovskega otoka in njegove bližnje preteklosti do zgodnjih 1900-ih je tesno povezana z lastniki otoka, družino Belosselski-Belozerski in načinom, kako so otok razvijali in uporabljali. V 19. do zgodnjega 20. stoletja je otok pripadal družini. S pomočjo bogastva njegove druge žene Ane Grigorjevne (ne'e Kozicka in bogastva prek matere družine Mjasnikov iz uralskega rudarstva in kovinske industrije) je knez Aleksander Mihajlovič Belosselski-Belozerski otok pridobil leta 1803. Prej je pripadal dvornemu grofu Cirilu Razumovskemu in njegovi družini. Sredi 1800-ih so Belosselski rekonstruirali prvotno kamnito palačo Razumovski, ki je bila na južnem obrežju otoka s pomočjo znanega arhitekta A.I. Stackenschneiderja. Ta hiša je družini služila kot poletno počivališče.
V 1880-ih, potem ko je svojo znamenito palačo Beloselski-Belozerski (roza palača na Nevskem prospektu št. 41 pri Aničkovem mostu) prodal velikemu knezu Sergeju Aleksandroviču Romanovu (stric Nikolaja II.), se je družina Belosselski-Belozerski preselila živeti na svoj Krestovski otok in posestvo na južni strani otoka. Rekonstruirali so prvotno Stackenschneiderjevo stavbo v majhno palačo (za zasnovo je uporabil sodobnega dvornega arhitekta Rastrellija). Popularno je bila ta stavba znana kot Dača Belosselskih.
Številna imena ulic na Krestovskem otoku še danes spominjajo na družino Belosselski-Belozerski, ki je imela v lasti otok: npr. Ulice Olgina, Eleninskaja, Esperova, Konstantinova so preživele spremembo časov in napovedale imena nekaterih družinskih članov Belosselski-Belozerski, ki so na otoku živeli ob koncu carstva do ruske revolucije 1917. Pred revolucijo se je glavna ulica sever-jug, ki vodi do palače Belosselski-Belozerski, imenovala Belosselski prospekt. Po revoluciji leta 1917 so ime ulice spremenili v ulico Riuhina (in vodi od juga proti robu Male Nevke od nove postaje metroja). Mestni svet Sankt Peterburga je konec junija 2011 odobril in izvedel preimenovanje voznega pasu ene ulice na vzhod in jug od Riukhine v Belosselsky Pereulok, s čimer je vrnil ustrezen del zgodovine Krestovskega otoka in izboljšanje zavedanja o tem pomembnem obdobju zgodovine otoka. So pa Aleksandrovska avenija (drevored imenovan po prvem lastniku otoka Belosselski, knezu Aleksandru Mihajloviču Belosselskem), Nadeždinska (žena Konstantina Esperoviča), Sergievska, Andrijevska (sinova Sergeja Konstantinoviča), Mariinska, (hči Konstantina Esperoviča) pa tudi ulice Nikolajevska in Vladimirska (imenovane po carju in velikem knezu Romanov, pod katerimi so nekateri Belosselski služili kot pomočnik tabora v zadnjih letih carske dobe), vse te so bile žrtve urbanizacije in so izginile pod stanovanjskimi bloki in Dinamovimi športnimi objekti, zgrajenimi v 1950-ih in dalje.
Še vedno ostajata dve zanimivi ulici in njuni imeni Jurijuzanska in Vjazova, ki odsevata dve od treh glavnih področij kovin in rudarstva ter železarne na Uralu, ki so bile posesti v Baškiji / Baškortostanu (med Ufo in Čeljabinskom), ki je bila v lasti družine Belosselski, ( te tudi kot zapuščina poroke Aleksandra Mihajloviča Belosselski-Belozerskega z Ano Grigorievno Kozicko in njeno zapuščino  Mjasnikov) in od koder so črpali svoje ogromno bogastvo še konec 19. stoletja. Tretja taka ulica, Katavska ulica, ne obstaja več. Katavska ulica je bila imenovana po železarnah Ust-Katav in Katav-Ivanovsk, ki sta bili glavni proizvajalki kovin in metalurgije za podjetja Belosselskih. Ta ulica je nekoč tekla vzporedno z Belosselskim prospektom, takoj vzhodno od nje in na južni strani Morskoj prospekta, od leta 1950 pa so stavbe stanovanjskih blokov povozila športna prizorišča in polja kluba Dinamo . Sedanji Dinamov prospekt je zamenjal nekdanji Aleksandrovski prospekt kot drevored, ki vodi od Krestovskega mosta (vzhodni most) na otok, proti poletni palači Belosselski-Belozerski, ki je bil nekdaj glavni vstop do palače, zdaj pa ga blokirajo Dinamova športna igrišča in druge sosednje stavbe.
Končno je Novorosijska ulica, ki so jo prav tako prekinile te iste stavbe in športni tereni, vodila vzporedno s Katavsko ulico proti vzhodu. Ta ulica je bila poimenovana v čast Sergeja Konstantinoviča, poveljnika Tretjega polka dragoncev Novorozijskega regimenta. Enaka usoda je doletela jugozahodno obrežje otoka, ki so ga Ameriška ulica poimenovali v čast narodnosti žene Sergeja Konstantinoviča Suzy Belosselski-Belozerski (Susan Tucker-Whittier hčerka generala Charlesa Whittierja).

### Dvoboj na Krestovskem otoku
Med grofom Sumarakoff-Elstonom, starejšim sinom kneza Jusupova in grofom Arvidom Manteuffelom se je zgodil dvoboj zaradi Marine von Hayden, slednjega žene. Jusupov je povzročil velik odkrit škandal z afero z ženo častnika carske konjske straže. Zdi se, da je Felix Jusupov, njegov mlajši brat, organiziral prvo srečanje. Smrtonosno srečanje se je zgodilo ob zori 5. julija 1908, ko sta se grofa Manteuffel in Sumarakoff-Elston srečala v dvoboju na zemljišču na posestvu, ki je bilo v lasti družine Belosselski-Belozerski, v času Konstantina Esperoviča.
Stranke in njihovi sekundanti so se sestali, kakor je bilo dogovorjeno 5. maja julija 1908. Grof Sumarakoff-Elston je bil smrtno ranjen v drugem krogu strelov in umrl.

### Zgodnje športno prizorišče za tenis, polo, jadranje, veslanje
Na Krestovskem otoku so se z aktivno podporo Belosselski-Belozerskih začela številna prva ruska športna prizorišča in aktivnosti. Krestovski teniški klub (s prizadevanji rezidenčnega Škota Arthurja MacPhersona, čigar sinova sta bila ena prvih ruskih teniških prvakov z Georgom Vasilijevičem Brajem, ki velja za prvega ruskega prvaka. George je bil tudi blagajnik teniškega kluba Krestovsky Lawn. Konjeniški polo ter jadralski in veslaški klub so bili postavljeni konec 19. stoletja, skupaj s streliščem na glinaste golobe; vse pred revolucijo 1917.
Otok je bil za prebivalce Sankt Peterburga vedno središče športa in rekreacije. Pred revolucijo je bilo tudi edinstveno zbirališče visoke družbe, dejavne v športu, vojaških oficirjev in tujih diplomatov, ki so sodelovali na prireditvah konjiškega pola, ki so jih organizirali Belosselski-Belozerski. Ker je bil takrat ta šport Angležev najprimernejši šport, je starejši knez Konstantin Esperovič postal znan kot Angloman zaradi svojega zanimanja za promocijo tega športa. Njegov starejši sin, knez Sergej Konstantinovič, je bil eden prvih ruskih mednarodnih igralcev pola in je redno sodeloval na letnih prireditvah v Angliji in Franciji v Rugbyju, Paris Bagatelle, Deauville, Biarritz, Pau itd. Na Krestovskem otoku je organiziral polo tekme, vključno z mednarodnimi ekipnimi prireditvami. Znani gostujoči in tuji mednarodni igralci so bili britanski veleposlanik Charles Hardinge, prvi baron Hardinge iz Penshursta (kasnejši indijski podpredsednik), tajniki britanskega veleposlaništva Beaumont, Sperling, ameriški veleposlanik George von L. Meyer in odpravnik poslov Spencer Eddy. med družbo prvih lokalnih ruskih igralcev, ki so bili poleg belosselskih tudi veliki knez Boris Vladimirovič Ruski, veliki knez Dimitrij Pavlovič Ruski, knez Mihael Cantacuzène-Speranski, grof Kinski, gospodje Mouravi in Grabovski. Posebej pogost igralec je bil Sergej Konstantinovič, pozneje finski maršal Carl Gustaf Mannerheim, ki je bil tudi del inavguracijskega tekmovanja Krestovskega pola poleti 1897.
Sergej Konstantinovič je bil tudi ustanovitelj in sponzor prvega atletskega kluba Sankt Peterburga z imenom Sport, ki je bil na Krestovskem otoku. Zaradi njegovih dejavnosti so ga povabili, da postane ruski predstavnik  Mednarodnega olimpijskega komiteja (MOK). To ga je postavilo kot drugega ruskega in 28. skupnega predstavnika tega uglednega in še vedno zelo aktivnega ključnega mednarodnega športnega telesa. Knez Sergej je pristopil k MOKu skupaj z grofom Ribaupierrom, za generalmajorjem A. D. Butovskem in pred knezom Troubeckojem. Knez Sergej je kot član MOKa sodeloval v organizacijskem odboru olimpijskih iger leta 1900 v Parizu in se udeležil konjeniških prireditev.
Mlajši sin kneza Konstantina, knez Esper Constantinovič Beloselski-Belozerski, je bil navdušen mornar in je na olimpijskih igrah v Stockholmu leta 1912 kot krmar Gallia II osvojil bronasto olimpijsko medaljo za Rusijo.
Krestovski otok je bil za jadranje idealno prizorišče, saj so tukaj prve ruske jahtne klube, Nevsko platno, začeli nihče drug kot Peter Veliki leta 1718. Klub je še vedno aktiven, čeprav je doživel več epizod transformacij, in se nahaja na Martinovem nabrežju na severni obali Krestovskega otoka.
Tudi v sovjetskih časih je bil otok Krestovski osnova mnogih najuspešnejših športnih in veslaških klubov; med drugim Energija in Krasnoe Znamia. Iz te tradicije je prišlo približno štirinajst olimpijskih prvakov. Klub je bil ustanovljen leta 1889 in je bil aktiven na otoku Krestovsky v zgodnjih 1990-ih kot Znamia. Klub je pripravljal olimpijske prvake v veslanju Y. Csykalov, V. Boreiko, O. Golovanov in A. Klepikov, kot tudi trikratnega olimpijskega prvaka v kajak / kanuju. L. Pinaeva. Poleg tega je klub pripravil več svetovnih in evropskih prvakov. Tradicija, ki so jo krestovski veslači začeli po drugi svetovni vojni, je še danes živa. Jesensko srečanje v veslanju, ki so ga začeli, je postalo mednarodno tekmovanje in se kot takšno nadaljuje še danes - vsako prvo nedeljo v oktobru.
Na Otoku je bil tudi Leningrajski oddelek  "ljudskega odbora" za notranje zadeve (NKVD), športnega in nogometnega kluba Dinamo. Dinamova atletska igrišča ter klubska hiša v "funkcionalnem" arhitekturnem slogu v 1930-ih je območje vzhodno od obnovljene palače Belosselski-Belozelski. Ti pokrivajo še vedno veliko območje, kljub nedavnim posegom za poslovne in stanovanjske projekte.
Danes otok Krestovski nadaljuje svojo tradicijo kot baza za šport in rekreacijo in je še vedno dom pol ducata teniških klubov, več jadralskih in veslaških klubov, pa tudi mesto novega stadiona Zenit, ki nadomešča stadion Kirov na zahodnem rtu otoka. Svetlana Kuznecova, najbolj znana sodobna ruska teniška igralka, ki prihaja iz Krestovskega otoškega teniškega izročila ruskih prvakinj, ki so jo konec 19. stoletja začeli Scot MacPherson, njegovi sinovi ter Mihael Sumarokov-Elston in George Bray. Redno se uvršča med deset najboljših profesionalcev na svetovni lestvici žensk.
Čeprav se je otok od ruske revolucije glede na njegovo rabo tal močno spremenil, še bolj v zadnjem desetletju, je na Krestovskem še vedno prevladujoča športna dejavnost.

### Rasputin
1. januarja 1917 so našli truplo Grigorija Rasputina blizu mostu Boljšoj Petrovski, izven Krestovskega otoka. 

## Objekti na otoku
- Stadion Gazprom Arena
- Zabaviščni park Divo Island
- Dinamov športni kompleks, vključno z Dynamo stadionom
- Ekološko-biološki center Krestovsky Island
- Športni kompleks Sibur Arena[4]
- Mestna klinična bolnišnica št. 31, diagnostično-zdravilni kompleks
- Več restavracij: Ruski ribolov[5], Karl in Friedrich[6], Alpenhaus, itd.
- Hotel Park Krestovskiy
- Knjižnica Kirovskih otokov
- Poletna palača Beloselski-Belozerski. Zgrajena v letih 1846-1847 po projektu arhitekta A. I. Shtakenschneiderja[7], uničena je bila med veliko domovinsko vojno zaradi bombe, poustvarilo pa jo je v letih 2004-2006 podjetje Petersburgreconstruction. [8]

### Rezidenca Belosselski-Belozerskih
Danes je rekonstruirana rezidenca Belosselski-Belozerski na Krestovskem otoku na istem mestu, kjer je stala do poznih 1950-ih  (prvotna stavba je bila močno uničena med skoraj 900-dnevnim obleganjem Leningrada, od granat med drugo svetovno vojno; popravljali in uporabljali so jo v različne namene, vendar so jo dokončno porušili okoli leta 1956). Obnovljena Dača je originalna arhitekturnim risbam, vendar se ponaša z vsemi sodobnimi udobji v zaprtih prostorih, kot so dvigala itd. Pred kratkim je bila dana v prodajo. Medtem so edine izvirne stavbe, ki so še danes ostale od Belosselski-Belozerskih, nekaj konjskih hlevov na zdaj že nekdanji Truhini ulici, sedanji Belosselski Pereulok in še vedno čudovit urejen park z majhnim ribnikom in sprehajalne poti okoli njega, ki mejijo na severozahodna in zahodna območja, kjer je stala in zdaj stoji Belosselski-Belozerskih hiša. Tu je tudi edinstven del posestva, ki je ob robu vode, Mala Nevka, južno od posestva. To je čudovita kamnita stavba iz kamna temno rožnate barve, ki ima stopnice, ki obkrožijo strukturo in vodijo do roba vode, kjer je pristan za čolne. Konstrukcija, ki je v senci hrastovih in lipovih dreves, je bila obdana s čudovito kovano železno in bronasto balustrado (prvotno zasnovo te čudovite konstrukcije je postavil švicarski arhitekt).